# مزرعه حاجی سید محمد نور
مزرعه حاجی سید محمد نور یک منطقهٔ مسکونی در ایران است که در دهستان تنگ چنار واقع شده‌است.